# Francesco Gambella
Francesco Gambella (Roma, 27 dicembre 1973) è un canoista italiano.

## Biografia
Inizia a praticare lo sport del kayak dall'età di 12 anni praticando diverse discipline: la canoa polo, il k1 olimpico, la canoa slalom, il kayak d'alto corso ed infine il kayak da mare.
Gambella ha conseguito diversi brevetti rilasciati dalla federazione italiana canoa kayak: istruttore, maestro k-mare, e delegato provinciale della Fick in sardegna e testimonial della federcanoa nel mondo.
Numerose le sue imprese nel 1994 attraverso il Tirreno su di un k-mare da Olbia ad Ostia, nel 1997 sempre attraverso il Tirreno dalla Corsica ad Ostia, nel 2000 invece attraverso il canale dello Yucatàn dal Messico a Cuba, nel 97 pagaia per 25 ore per raccogliere fondi per la ong emergency , nel 2007 fece il giro d Italia in kayak da Savona a Venezia per raccogliere fondi per il progetto dei flying doctors di AMREF, nel 2008 fece da Mombasa a Mailindi in kayak, nel 2010 attraverso il lago vittoria in kayak insieme ad un ragazzo del Kenya.
Dal 2006 Gambella è testimonial sportivo della ong amref, sostenendo con le sue spedizioni numerosi progetti umanitari.
Hanno parlato di Gambella numerose testate giornalistiche nel mondo,come Rai 1 Rai 2 la BBC aljazeera ,l'espresso il messaggero dagli standard del Kenya taifa Leo, la gazzetta dello sport e tanti altri.
Numerosi i suoi viaggi in Kenya Uganda e Tanzania per produrre, materiale video e fotografico per la ong amref. Nel giugno 2015 riesce a realizzare la traversata da Ostia a porto San Paolo insieme a Riccardo Marchesini, atleta amputato ad una gamba facendolo diventare Gambella il primo disabile al mondo a compiere una traversata di 250 km in tre giorni. 4 i Tg nazionali e diversi programmi rai hanno parlato di questo evento.
Nel 2016 Gambella percorre il tratto di mare che separa playa del Carmen All isola di holbox in Messico per una distanza di 200 km percorsi in due giorni, lungo la strada incontra il famoso squalo balena che proprio in quel periodo dell anno, inizia la sua migrazione .
Nel dicembre del 2017 si reca a Dubai per festeggiare con una ennesima impresa sportiva la festa nazionale degli Emirati Arabi Uniti il 2 dicembre infatti ricorre lo Union day ,Francesco percorre tutto il litorale di Dubai passando da Palm Jumeira finendo All interno del canale di Dubai Marina seguito da più di 200 jetski.
Gambella a Dubai è stato sostenuto dal Dubai sport council,dal consolato italiano e da numerosi sponsor ,lo scopo era quello di promuovere la destinazione emiratina, Dubai, in Italia, celebrare lo Union day emiratino e sostenere il progetto dei flying doctors di Amref che proprio quest'anno compie i suoi 60 anni. Francesco Gambella ha sostenuto la fondazione al jalila riconosciuta dal governo emiratino. (fonte. Www.francescogambella.com)